# Rainer Brüderle

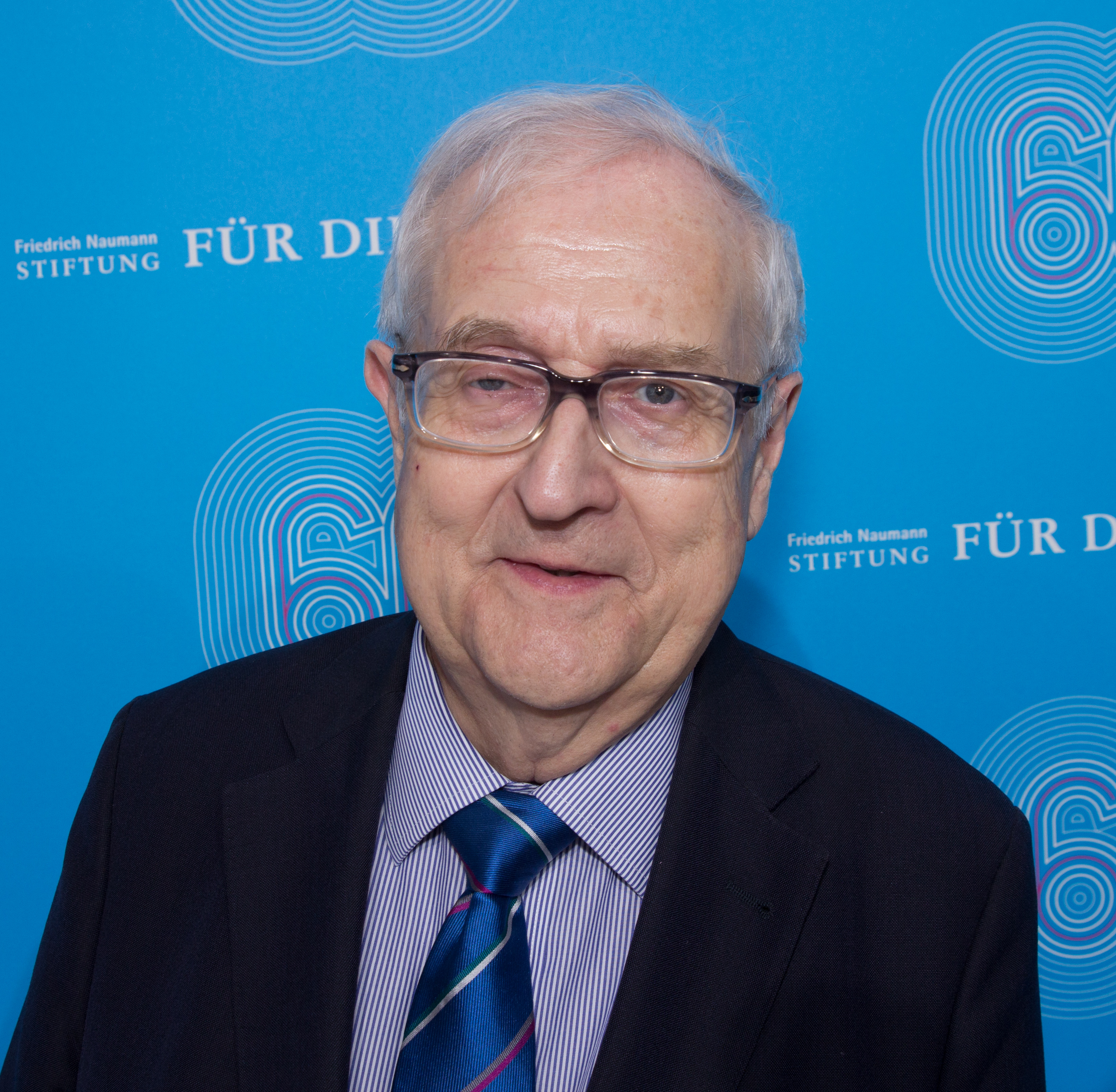
Rainer Brüderle (2018)

Rainer Brüderle (* 22. Juni 1945 in Berlin) ist ein ehemaliger deutscher Politiker (FDP).
Brüderle war von 1987 bis 1998 Wirtschaftsminister des Landes Rheinland-Pfalz, von 1998 bis 2009 stellvertretender Vorsitzender der FDP-Bundestagsfraktion sowie von 1995 bis 2011 stellvertretender Bundesvorsitzender der FDP. Vom 28. Oktober 2009 bis zum 12. Mai 2011 war er Bundesminister für Wirtschaft und Technologie im Kabinett Merkel II. Von 1983 bis 2011 war er zudem FDP-Landesvorsitzender in Rheinland-Pfalz. Vom 10. Mai 2011 bis zum 22. Oktober 2013 war Brüderle Vorsitzender der FDP-Bundestagsfraktion. Für die Bundestagswahl 2013 war Brüderle Spitzenkandidat der FDP.

## Leben

### Ausbildung und Beruf
Brüderle wuchs ab 1948 in einfachen Verhältnissen in Landau in der Pfalz auf, wo sein Vater Walter Johann Theodor nach seiner Rückkehr aus Berlin, wo er seine Stelle beim Reichssicherheitshauptamt 1945 verloren hatte, ein vom Großvater übernommenes kleines Einzelhandelsgeschäft für Textilien betrieb. Die Familie Brüderle war dort bereits im 19. Jahrhundert als Einzelhändler im Textilbereich tätig. Nach dem Abitur 1966 am Otto-Hahn-Gymnasium in Landau absolvierte Brüderle ein Studium der Volkswirtschaftslehre mit den Nebenfächern Rechtswissenschaft, Publizistik und Politikwissenschaft an der Johannes Gutenberg-Universität Mainz, das er 1971 als Diplom-Volkswirt beendete. Danach war er als wissenschaftlicher Mitarbeiter am Lehrstuhl für Wirtschaftspolitik der Universität Mainz tätig und anschließend von 1975 bis 1981 Direktor des Amtes für Wirtschaft und Verkehrsförderung bzw. ab 1977 für Wirtschaft und Liegenschaften der Stadt Mainz. Von 1981 bis 1987 war er hauptamtlicher Wirtschaftsdezernent der Stadt Mainz.
Nach seinem Ausscheiden aus dem Bundestag im Jahr 2013 nahm Brüderle in Mainz eine selbstständige Beratertätigkeit mit seinem Unternehmen auf.

### Parteilaufbahn

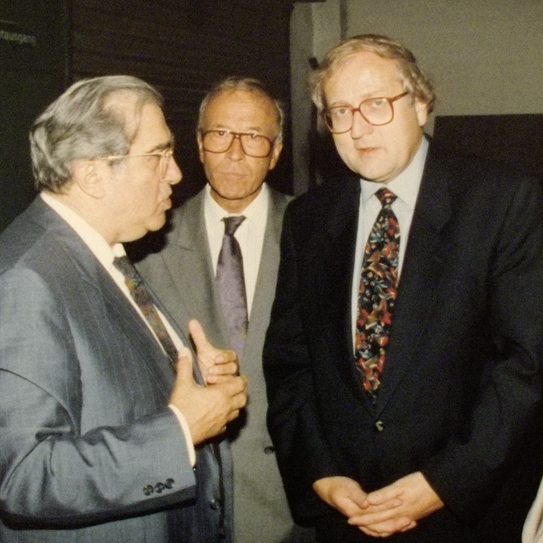
Rainer Brüderle (rechts; 1993)

Seit 1973 ist Brüderle Mitglied der FDP, in der er von 1981 bis 1983 Vorsitzender des FDP-Bezirksverbandes Rheinhessen-Vorderpfalz war. Von 1983 bis 2011 war er Landesvorsitzender der FDP Rheinland-Pfalz. Seit 1983 gehört er auch dem FDP-Bundesvorstand an. Von 1995 bis 2011 war er einer der stellvertretenden Bundesvorsitzenden der FDP.
Er war vom 12. Mai 2011 bis zum 22. September 2013 Vorsitzender der FDP-Bundestagsfraktion. Parteichef Rösler bot Brüderle im Januar 2013 sein Amt als FDP-Parteivorsitzender an; dieser lehnte ab. Brüderle wurde beim 64. Parteitag am 10. März 2013 zum Spitzenkandidaten für die Bundestagswahl 2013 gewählt.

### Abgeordnetentätigkeit
Brüderle war von 1987 bis 1998 Mitglied des Rheinland-Pfälzischen Landtages und dort 1987 kurzzeitig Vorsitzender der FDP-Fraktion.
Von 1998 bis 2013 war er Mitglied des Deutschen Bundestages. Hier wurde er sogleich zum stellvertretenden Vorsitzenden der FDP-Bundestagsfraktion gewählt. Gleichzeitig war er bis zu seinem Amtsantritt als Bundesminister wirtschaftspolitischer Sprecher der Fraktion und leitete den Fraktionsarbeitskreis für Wirtschaft und Finanzen.
Am 10. Mai 2011 wählte die FDP-Bundestagsfraktion Brüderle mit 86 Stimmen, bei 2 Enthaltungen und 2 Gegenstimmen, zu ihrem neuen Vorsitzenden. Bei der Bundestagswahl 2013 scheiterte die FDP an der Fünf-Prozent-Hürde. Brüderle schied daher am 22. Oktober 2013 aus dem Deutschen Bundestag aus.

### Öffentliche Ämter

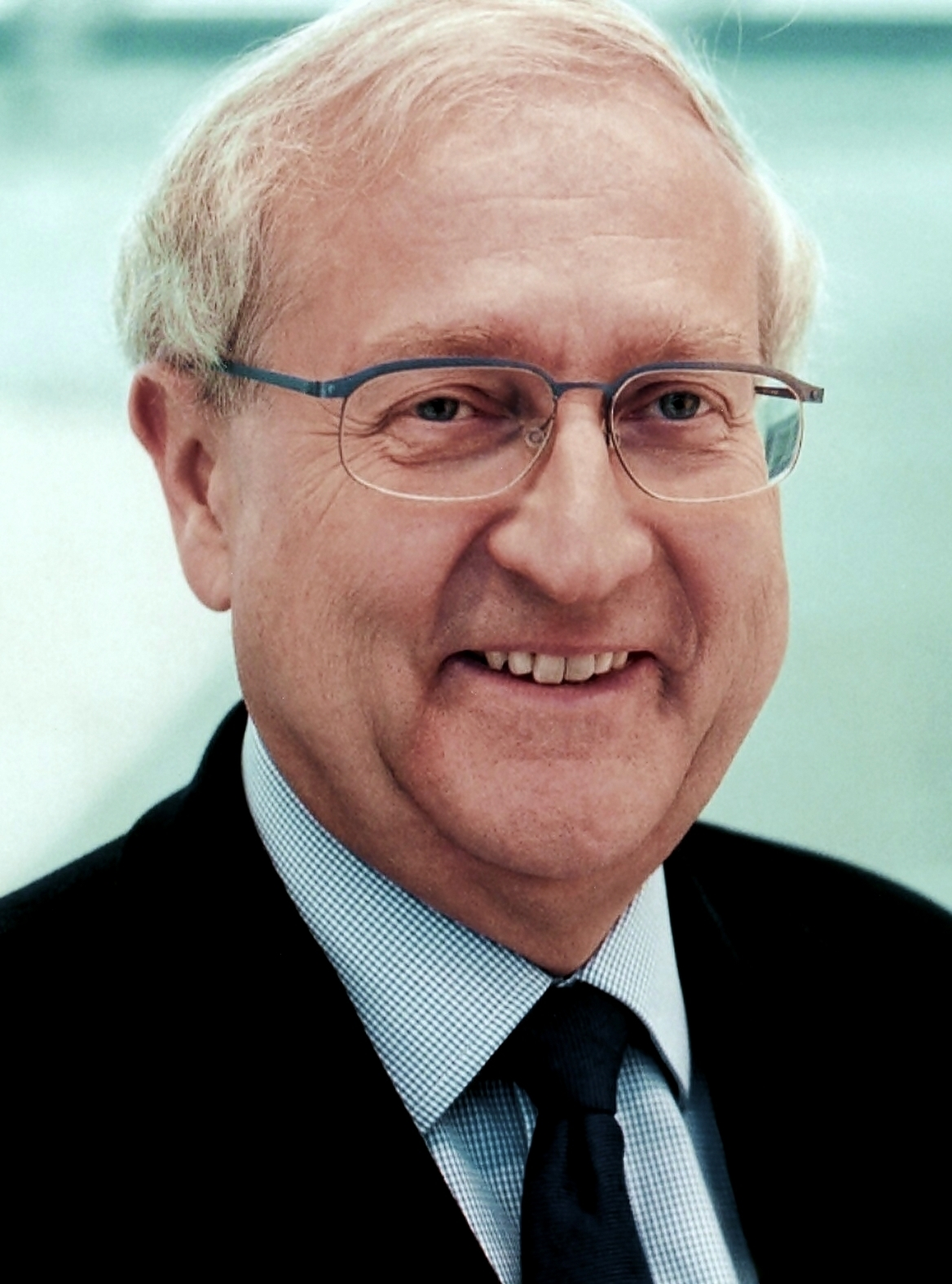
Rainer Brüderle (2004)

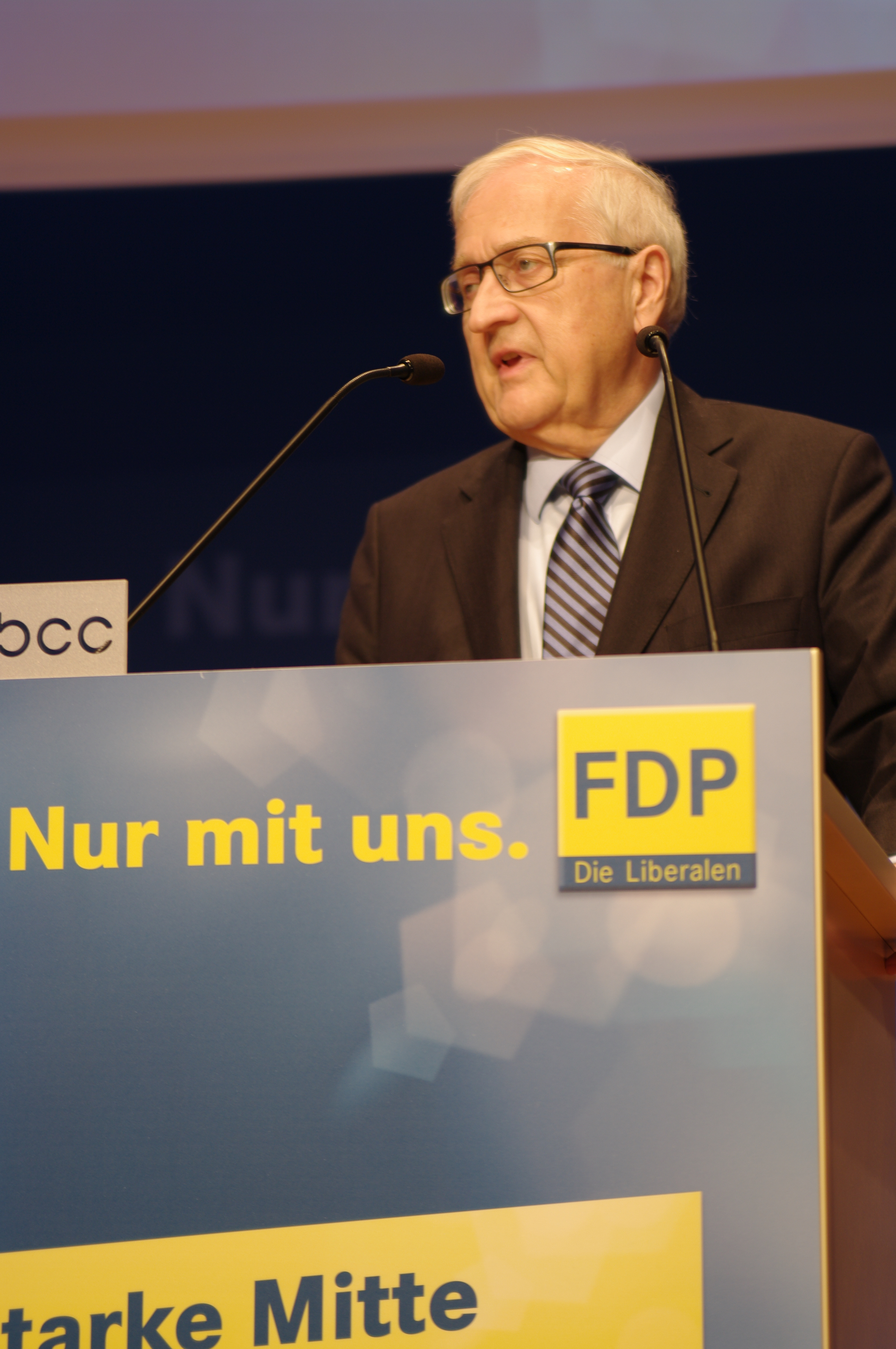
Spitzenkandidat Rainer Brüderle am Wahlabend der Bundestagswahl 2013

Am 23. Juni 1987 wurde er als Minister für Wirtschaft und Verkehr in die von Ministerpräsident Bernhard Vogel (CDU) geführtes Kabinett Vogel IV des Landes Rheinland-Pfalz berufen. Nach der Wahl von Carl-Ludwig Wagner zum neuen Ministerpräsidenten wurde Brüderle am 8. Dezember 1988 daneben zum Stellvertreter des Ministerpräsidenten ernannt.
Nachdem die CDU bei der Landtagswahl 1991 erhebliche Verluste hatte hinnehmen müssen, kam es zu einer Koalition zwischen der SPD und FDP. Dem neuen, nun von Ministerpräsident Rudolf Scharping seit dem 21. Mai 1991 geführten Kabinett gehörte Brüderle erneut als Minister für Wirtschaft und Verkehr und stellvertretender Ministerpräsident an.
Nach der Bundestagswahl 1994 ging Scharping als Oppositionsführer in den Deutschen Bundestag. Der daraufhin von Kurt Beck seit dem 26. Oktober 1994 geleiteten Landesregierung gehörte Brüderle als Minister für Wirtschaft, Verkehr, Landwirtschaft und Weinbau sowie als stellvertretender Ministerpräsident an. Aus diesen Ämtern schied er nach seiner Wahl in den Deutschen Bundestag bei der Bundestagswahl 1998 aus. Am 28. Oktober 2009 wurde er zum Bundesminister für Wirtschaft und Technologie ernannt. Nach der erfolgten Wahl zum FDP-Fraktionsvorsitzenden gab Brüderle am 12. Mai 2011 sein Amt auf; sein Nachfolger wurde der designierte FDP-Vorsitzende Philipp Rösler.

### Sonstiges Engagement
Ende März 2015 wurde er zum Vorstandsvorsitzenden des Bundes der Steuerzahler Rheinland-Pfalz gewählt. Im gleichen Jahr wurde Brüderle Vorsitzender des bpa-Arbeitgeberverbandes.
Am 26. Februar 1996 gelang es ihm, einen Guinness-Rekord aufzustellen. Der Inhalt des Rekords bestand darin, dass sich 1368 Weinköniginnen auf seine Einladung hin gleichzeitig versammelten.

### Privates
Rainer Brüderle ist verheiratet, evangelisch und wohnt in Mainz-Gonsenheim. Während des Bundestagswahlkampfs 2013 stürzte Brüderle im Juni und brach sich Arm und Oberschenkel, anschließend wurde er operiert. Fast drei Jahre hatte Brüderle laut eigener Aussage mit dem Bruch zu kämpfen, da er über zwei Jahre ein Stahlrohr im Bein gehabt habe.

### Sexismus-Vorwürfe
Ende Januar 2013 löste der Stern-Artikel Der Herrenwitz von Laura Himmelreich eine breite – über das zugrundeliegende Ereignis hinausgehende – Sexismus-Debatte in der deutschen Öffentlichkeit aus. Die Journalistin warf Brüderle vor, ihr ein Jahr zuvor zu nahe getreten zu sein. In der Folge machten weitere Journalistinnen Brüderle ähnliche Vorwürfe, andere wiederum verteidigten ihn und warfen dem Stern eine Kampagne gegen den kurz zuvor nominierten Spitzenkandidaten vor. Brüderle lehnte eine Stellungnahme ab. In dem Buch Jetzt rede ich! von April 2014 stellte er im Gespräch mit Hugo Müller-Vogg seine Sicht der Ereignisse dar.

## Positionen und Regierungspolitik

### Entflechtungsgesetz
Brüderle gab gegenüber den Medien Anfang 2010 die Planung für ein Entflechtungsgesetz bekannt; dieses soll es dem Staat erlauben, marktbeherrschende Konzerne (auch ohne konkreten Anlass) zu zerschlagen, wenn der Wettbewerb nicht anders hergestellt werden kann. Die deutschen Stromkonzerne wandten sich daraufhin gegen einen solchen Gesetzentwurf. Im Mai 2010 entschärfte Brüderle den Gesetzentwurf.

### Mindestlöhne
Im Mai 2010 versuchte Brüderle, die von Arbeitsministerin Ursula von der Leyen betriebene Einführung eines Mindestlohns in der Pflegebranche zu bremsen und bis zum 31. Dezember 2011 zu befristen. Zwei Wochen später lenkte er ein; daraufhin wurde der Mindestlohn zügig per Rechtsverordnung eingeführt und bis zum 31. Dezember 2014 befristet. In seiner Funktion als bpa-Präsident begrüßte Brüderle das vorläufige Scheitern des geplanten Flächentarifvertrages für die Altenpflege Anfang 2021, der vom Caritasverband abgelehnt wurde.

### Staatshilfen für Opel
Am 9. Juni 2010 lehnte Brüderle einen Antrag von Opel Deutschland auf 1,1 Milliarden Euro Staatshilfe ab. Am gleichen Tag machte Kanzlerin Angela Merkel Opel vage Hoffnung auf eine Finanzspritze: „Das letzte Wort zur Zukunft von Opel ist noch nicht gesprochen.“ „Der Staat ist nicht der bessere Unternehmer“ war eine Begründung Brüderles für sein Votum. Die Staatshilfe hätte seiner Meinung nach zu gravierenden Wettbewerbsverzerrungen in der Branche geführt. Zu einer Regierungsentscheidung kam es allerdings nicht, da General Motors und Opel/Vauxhall in Europa keine Staatshilfe mehr beantragten.

### ELENA
Brüderle hat als Bundesminister für Wirtschaft und Technologie das Vorhaben eines elektronischen Entgeltnachweises (ELENA) mit Hinweis auf die damit verbundenen Belastungen für die öffentlichen Haushalte und den Mittelstand kritisiert. Die schwarz-gelbe Regierung hat sich im Sommer 2011 darauf verständigt, das ursprünglich von der rot-grünen Bundesregierung als Teil der eingeleiteten Hartz-Reformen im Jahr 2002 beschlossene und von der schwarz-roten Bundesregierung mit dem Gesetz über das Verfahren des elektronischen Entgeltnachweises vom 28. März 2009 umgesetzte Vorhaben schnellstmöglich einzustellen.

### Atomkraft-Moratorium
Im März 2011 bezeichnete Brüderle die Reaktion der Deutschen auf die Nuklearkatastrophe von Fukushima als „hysterisch“. Brüderle soll bei einer vertraulichen Präsidiumssitzung des Bundesverbandes der Deutschen Industrie (BDI) am 14. März 2011 laut Sitzungsprotokoll geäußert haben, dass die Entscheidung der Bundesregierung für das Moratorium der Laufzeitverlängerung deutscher Atomkraftwerke unter dem Eindruck der Unfälle im japanischen Kernkraftwerk Fukushima I nicht aus Sachgründen erfolgt, sondern dem politischen Druck der bevorstehenden Landtagswahlen geschuldet gewesen sei. Nach der Veröffentlichung der protokollierten Äußerungen durch die Süddeutsche Zeitung bestritt Brüderle am 24. März 2011 vor dem Bundestag die Richtigkeit des Protokolls, nachdem bereits der BDI-Hauptgeschäftsführer Werner Schnappauf (CSU) gesagt hatte, das wenige Tage zuvor von ihm selbst verschickte Protokoll gebe die Äußerungen Brüderles nicht korrekt wieder. Was Brüderle auf der BDI-Sitzung tatsächlich gesagt hatte, ließen beide Seiten dabei offen. Noch am selben Tag berief sich die Süddeutsche Zeitung auf einen nicht genannten Teilnehmer der fraglichen Sitzung, der bestätigte, Brüderles Äußerungen seien, wie im Protokoll festgehalten, gefallen.

### Wehrpflicht
Bereits 1997 sprach sich Brüderle für die Abschaffung der Wehrpflicht aus. „Die Wehrpflicht ist von gestern“ verkündete Brüderle und zog sich damit den Unmut des damaligen Verteidigungsministers Volker Rühe zu. Rühe zog sogar deswegen die „Koalitionsfrage“ in Erwägung. „Gebetsmühlenhaft“ fand Brüderle hingegen die Beteuerungen der Wehrdienstanhänger. Brüderle argumentierte, dass die Dienstpflicht das Haupthindernis für die Anpassung der Bundeswehr an neue Anforderungen sei. Eine Armee müsse professionell und modern gerüstet sein und wäre damit das Gegenteil einer Wehrpflichtarmee. Diese sei zwangsläufig groß, schlecht ausgebildet und wegen der hohen Personalkosten fehle ihr das Geld für modernes Gerät. Bei den Koalitionsverhandlungen 2009 setzte die FDP die Herabsetzung der Wehrpflicht auf sechs Monate durch. Am 15. Dezember 2010 wurde durch das Bundeskabinett eine Aussetzung der Wehrpflicht zum 1. Juli 2011 beschlossen. Zum 1. Januar 2011 wurden zum letzten Mal alle Wehrpflichtigen zwangsweise einberufen, seit dem 1. März 2011 werden Wehrpflichtige nicht mehr gegen ihren Willen zum Dienst verpflichtet.

### EU-Klon-Gesetz
Ein EU-Gesetzesvorhaben im März 2011 zur Kennzeichnungspflicht von Klon-Produkten und Klontechniken kam aufgrund der deutschen Ablehnung, vertreten durch Rainer Brüderle, zunächst nicht zustande. Dies stieß auf massive politische Kritik.

## Auszeichnungen
- 1989: Verdienstkreuz am Bande
- 1998: Deutscher Mittelstandspreis der Verlagsgruppe markt intern
- 2001: Georg-Scheu-Plakette der Stadt Alzey
- 2004: Großes Bundesverdienstkreuz
- 2010: GQ „Mann des Jahres“ – Kategorie Wirtschaft[38]
- 2011: Deutscher-Elite-Mittelstandspreis 2011
- 2013: Großes Verdienstkreuz mit Stern der Bundesrepublik Deutschland

## Schriften (Auswahl)

### Autor
- Jetzt rede ich! Rainer Brüderle im Gespräch mit Hugo Müller-Vogg. Lau Verlag, Reinbek 2014, ISBN 978-3-95768-113-3.

### Herausgeber
- Bitte einsteigen! Aus 150 Jahren Eisenbahn in Rheinland-Pfalz. Schmidt, Mainz 1997, ISBN 3-87439-421-2.

### Beiträge in Sammelbänden
- Das Soziale der Marktwirtschaft. In: Heinrich Tschochohei und Stefan Zimmermann (Hrsg.): Governance und Marktdesign. Auf der Suche nach den besten „Spielregeln“. Perspektiven aus Wissenschaft, Praxis und Politik. Lang, Frankfurt am Main [u. a.] 2009, ISBN 978-3-631-57281-8, S. 375–389.
- Polit-Talkshows. Parlamentarische Demokratie versus Mediendemokratie. In: Sascha Michel und Heiko Girnth (Hrsg.): Polit-Talkshows – Bühnen der Macht. Ein Blick hinter die Kulissen. Bouvier, Bonn 2009, ISBN 978-3-416-03280-3, S. 43–48.
- Die Soziale Marktwirtschaft. Ein Biotop für Gewerkschaften? In: Jürgen Morlok (Hrsg.): Beiträge zum 80. Geburtstag von Otto Graf Lambsdorff.  Lucius & Lucius, Stuttgart 2007, ISBN 978-3-8282-0385-3, S. 97–101.

## Kabinette
- Kabinett Vogel IV
- Kabinett Wagner
- Kabinett Scharping
- Kabinett Beck I
- Kabinett Beck II
- Kabinett Merkel II